# دار بوعزة
دار بوعزة هي جماعة مغربية ذات طابع حضري، تقع على الساحل الأطلسي، وسط غرب المغرب. تنتمي جماعة دار بوعزة لإقليم النواصر جنوب غرب الدار البيضاء، وتبعد بحوالي 20 كيلومترا عن الدار البيضاء. تبلغ مساحة الجماعة 48.36 كم مربع ويبلغ عدد سكانها 240124 حسب إحصاء سنة 2014.

## التسمية
اسم المنطقة مأخوذ من القصبة التي تحمل عين الاسم والتي بناها الوجيه بو عزة الريكط في القرن التاسع عشر، وهو شخصية اختلفت الروايات حولها، بين من يتعبره شخصية كانت في خدمة رجل اسمه لحسن، وكان صاحب ثقة، ويتمتع بذكاء وفطنة ودهاء، وحين غادر لحسن للقيام بمناسك الحج تكلف بوعزة بأعماله وحافظ على تجارته وطورها. خصوصا مع وجود باخرات انجليزية كانت ترسو في شواطئ المنطقة حيث كان يبيع لهم القمح والصوف والشعير ومنتوجات فلاحية أخرى. تكفل بوعزة بجميع الموارد المالية التي تركها لحسن الذي لم يعد من سفره، وطور ثروته واشترى عددا من الأراضي الفلاحية المجاورة ليبني قصبته التي تعرف الآن بقصبة دار بووعزة ليتمكن من مراقبة أراضيه والسهر على نماء ثروته وتجارته.
في رواية ثانية يحكى أن شخصية بوعزة الريكط كانت شخصية متوحشة وقاتلة، حيث نهب مجموعة من الأراضي المحيطة بما يعرف حاليا بمنطقة بوعزة. كما أنه جمع ثروة هائلة دفنها في مطامير داخل قصبته، واستحوذ على نفوذ وسطوة ساعداه في النجاة من سلطة المخزن والتمكن من الإستمرار في عملياته الإجرامية.
تحكي رواية ثالثة أن بوعزة الريكط كان رجلا ثريا ورث ثروته من أبيه وتمكن من تطوير هذه الثروة بذكائه وحنكته وشجاعته، وبهذا فقد امتلك عددا من الأراضي الفلاحية المهمة. حسب الرواية فقد قاوم بوعزة التواجد الخارجي في منطقته مما دفعه للتمرد على السلطان المغربي مولاي عبد العزيز ما تسبب في مصادرة قصبته وأراضيه. تتفق جل الروايات أن بوعزة الريكط توفي سنة 1910

## التاريخ

### تطور دار بوعزة بين 1910 و1956
مع توسع الدار البيضاء خارج المدينة القديمة، تم افتتاح محاجر دار بوعزة سنة 1914. وفرت المحاجر أدوات البناء لتوسيع عدد من الاحياء في الدار البيضاء. ما ساهم في توسيع  المنطقة وخلق بيئات اقتصادية مهمة واستصلاح مجموعة من الأراضي الزراعية.
في عام 1922 أنشأ غابرييل فيير،صيدلاني ومصور عاش في الفترة الممتدة بين 1901 و1936، وكان أحد مكتشفي الصور الملونة، مزرعة تجريبية بجوار قصبة دار بوعزة. بعد موته سنة 1936 تحولت دار بوعزة إلى منطقة زراعية مهمة، هذا سيؤدي الى تحول ساكنة المنطقة إلى فلاحين، لتصبح المنطقة معروفة بقدرتها الإنتاجية العالية والمحاصيل الزراعية المتنوعة. شكلت هذه المرحلة تحولا نوعيا في إنتاجية دار بوعزة ومساهمتها الكبيرة في الاقتصاد الوطني.
في سنوات الخمسينات من القرن الماضي. بدأت دار بوعزة تحولا مهما نحو القطاع السياحي والترفيهي، تم تجهيز عدد من الشواطئ لتكون مناسبة وجاذبة للعائلات والسياح، بسبب قربها من الدار البيضاء وتواجد عدد من الشواطئ الصالحة لرياضات مائية مختلفة، مما دفع المسؤولين لتجهيز مرافق مناسبة من بينها حدائق للأطفال وتوفير شواطئ للعائلات ولمحبي الرياضات المائية. في هذا السياق تم افتتاح المجمع السياحي جاك بيتش سنة 1954. المجمع احتوى على مسابح متنوعة، مطعم، بار، مسابقات رياضية، أوركسترا. وأصبح وجهة شهيرة لساكنة الدار البيضاء.

### دار بوعزة في الوقت الحالي

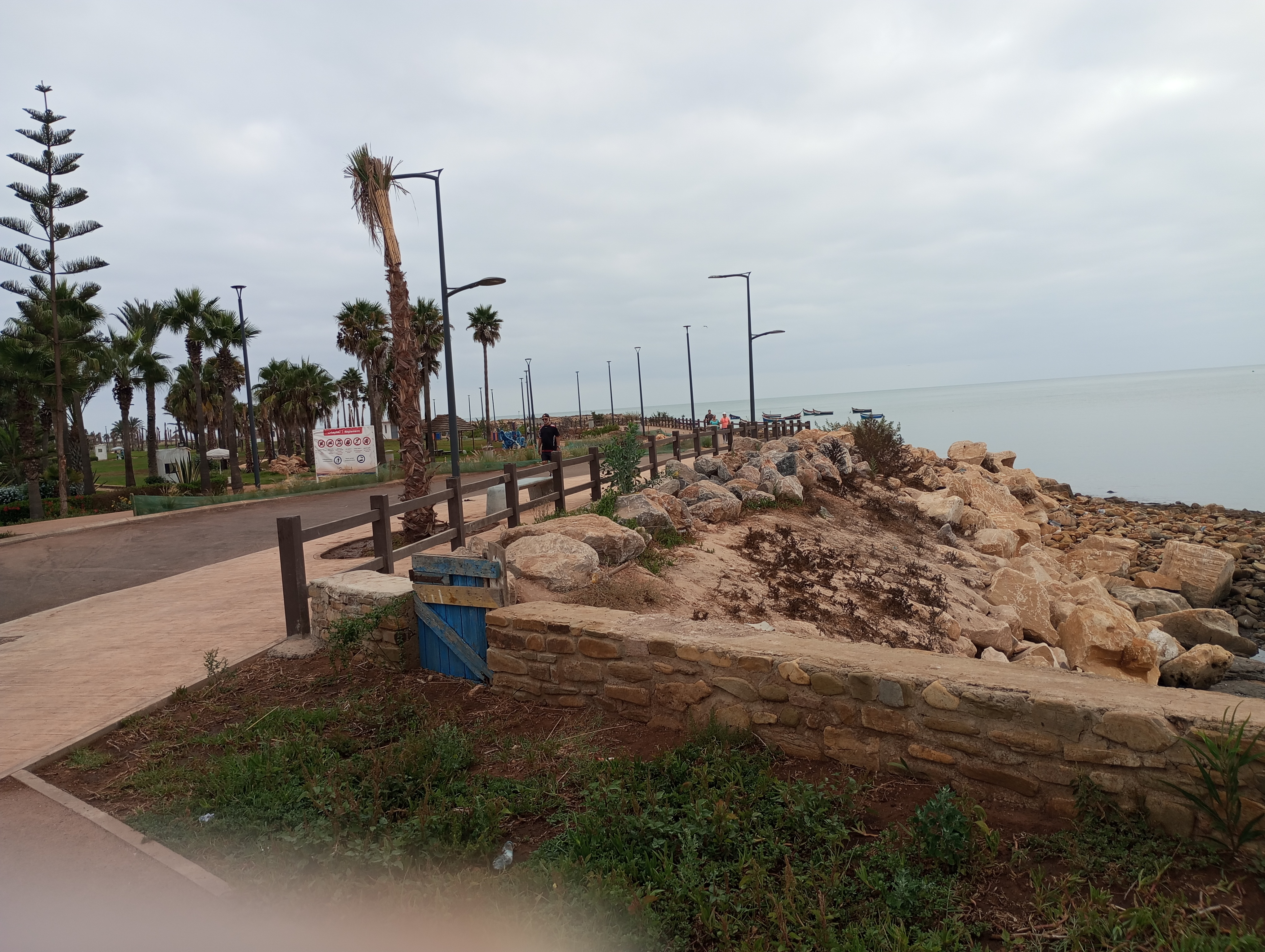
كورنيش دار بوعزة

في الوقت الحالي عرفت دار بوعزة تطورا مهما على المستوى العمراني، حيث ظهرت العديد من المشاريع العقارية التي جذبت عددا كبيرا من ساكنة الدار البيضاء مختلفي المستويات الإجتماعية، بسبب الهدوء والراحة التي تشجع عددا من ساكنة البيضاء على الاستقرار فيها.
تضم دار بوعزة حاليا مجموعة متنوعة من المساكن التي تستهدف جميع الطبقات الإجتماعية، من الشقق الاقتصادية إلى الشقق الراقية والمغلقة والڤيلات على واجهة البحر. ما أنعش القطاع العقاري بشكل كبير وساهم في تحويل هذه المنطقة إلى قطب سياحي واسثماري مهم، ونشوء عدد من المشاريع التجارية والترفيهية مثل المنتجعات السياحية والصالات الرياضية ومحلات السوبر ماركت.
هذا التطور المهم دفع وكالة التعمير للدار البيضاء نحو وضع خطة تطوير لاستيعاب هذه الساكنة.من بين النقاط البارزة في مشروع تطوير دار بوعزة نجد إعادة تأهيل البنية التحتية الطرقية، والتي تشمل:
- توسيع طريق أزمور لتجنب الازدحام وتسهيل حركة المرور خاصة خلال الموسم الصيفي وعطلات نهاية الأسبوع.

- توسيع طريق الجديدة لتسهيل حركة المرور.

- إنشاء مواقف سيارات لتجنب مشاكل وقوف السيارات.

- تطوير مساحات خضراء ومسارات للمشاة.[15]

## جغرافيا
تقع جماعة دار بوعزة قرب مدينة الدار البيضاء، كما لها حدود مع سيدي رحال وحد السوالم وبوسكورة، ما يجعل منها منطقة انتقالية بين العالم الحضري والقروي على الساحل الأطلسي، ما يساهم في إشعاعها السياحي.

### المناخ
| البيانات المناخية لـدار بوعزة       | البيانات المناخية لـدار بوعزة | البيانات المناخية لـدار بوعزة | البيانات المناخية لـدار بوعزة | البيانات المناخية لـدار بوعزة | البيانات المناخية لـدار بوعزة | البيانات المناخية لـدار بوعزة | البيانات المناخية لـدار بوعزة | البيانات المناخية لـدار بوعزة | البيانات المناخية لـدار بوعزة | البيانات المناخية لـدار بوعزة | البيانات المناخية لـدار بوعزة | البيانات المناخية لـدار بوعزة | البيانات المناخية لـدار بوعزة |
| الشهر                               | يناير                         | فبراير                        | مارس                          | أبريل                         | مايو                          | يونيو                         | يوليو                         | أغسطس                         | سبتمبر                        | أكتوبر                        | نوفمبر                        | ديسمبر                        | المعدل السنوي                 |
| ----------------------------------- | ----------------------------- | ----------------------------- | ----------------------------- | ----------------------------- | ----------------------------- | ----------------------------- | ----------------------------- | ----------------------------- | ----------------------------- | ----------------------------- | ----------------------------- | ----------------------------- | ----------------------------- |
| متوسط درجة الحرارة الكبرى °م (°ف)   | 16.9 (62.4)                   | 17.5 (63.5)                   | 19.7 (67.5)                   | 21 (70)                       | 23.7 (74.7)                   | 26.4 (79.5)                   | 27.9 (82.2)                   | 28.7 (83.7)                   | 27 (81)                       | 24.9 (76.8)                   | 20.4 (68.7)                   | 18.2 (64.8)                   | 22.7 (72.9)                   |
| متوسط درجة الحرارة الصغرى °م (°ف)   | 8.9 (48.0)                    | 9.4 (48.9)                    | 11.2 (52.2)                   | 12.7 (54.9)                   | 15 (59)                       | 17.5 (63.5)                   | 19.1 (66.4)                   | 19.8 (67.6)                   | 18.8 (65.8)                   | 16.7 (62.1)                   | 12.7 (54.9)                   | 10.3 (50.5)                   | 14.3 (57.8)                   |
| متوسط أيام هطول الأمطار (≥ 0.01 mm) | 44                            | 40                            | 36                            | 31                            | 16                            | 3                             | 0                             | 1                             | 12                            | 34                            | 53                            | 47                            | 317                           |
| المصدر: climate data,               |                               |                               |                               |                               |                               |                               |                               |                               |                               |                               |                               |                               |                               |

## المعالم

### ضاية دار بوعزة

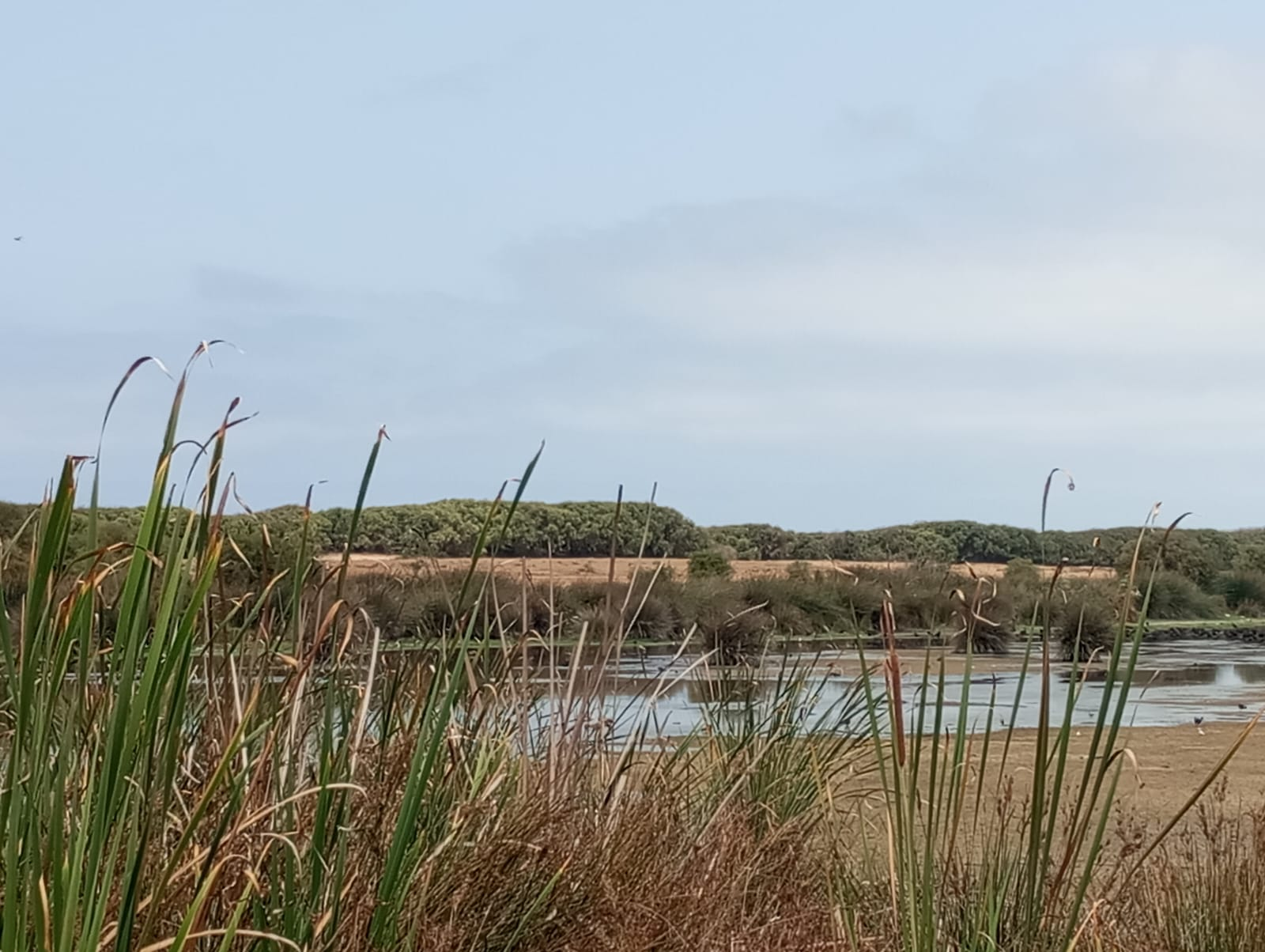
ضاية دار بوعزة

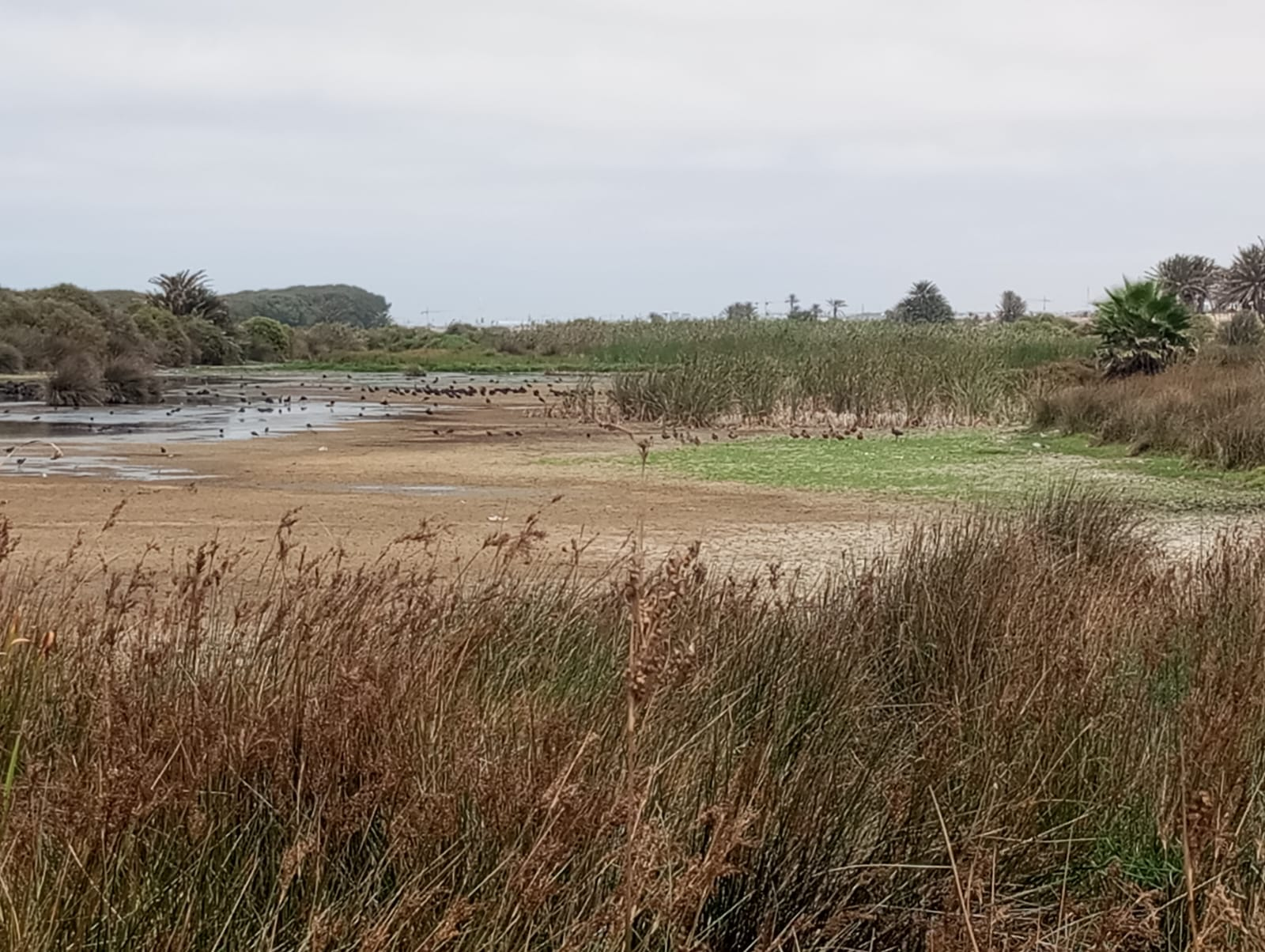
التنوع البيولوجي بضاية دار بوعزة

ضاية دار بوعزة هي مسطح مائي طويل، تقع على بعد 15 كلم جنوب غرب الدار البيضاء، عند مدخل دار بوعزة بين المحيط وطريق أزمور.تتموضع هذه الضاية في منخفض مسطح طويل يبلغ طوله حوالي 1 كلم وعرضه 150 متر، تحدها من الشمال كثبان رملية تفصلها عن المحيط، ومن الجنوب كثبان رملية متحجرة موازية للساحل، ما يجعلها عبارة عن مستنقع مائي يشمل تنوعا بيولوجيا مهما. تعتبر هذه المنطقة آخر منطقة رطبة ساحلية طبيعية في المنطقة. تصنـف هـذه المنطقـة الرطبـة ضمـن مجـال الملك العـام المائي، لذلــك فهي تخضــع لتســيير وكالــة الحــوض المائي لأبي رقــراق –الشــاوية.
تحتضن بحيرة دار بوعزة تنوعا بيولوجيا كبيرا حيث تحتوي على 200 نوع من الطيور، أي نصف أنواع الطيور المتواجدة في المغرب، بما في ذلك الطيور المهاجرة،  وتحتوي على ما يعادل 300 نوع من الحشرات ونصف أنواع البرمائيات في المغرب، إلى جانب حوالي 80 نوعا من النباتات. توجد في المنطقة أنواع تصنف دوليا على أنها أنواع مهددة بالانقراض حسب الاتحاد الدولي لحفظ الطبيعة.
توفر ضاية درت بوعزة الحماية لساكنة الدار البيضاء من الفياضانات، بفضل قدرتها على الامتصاص. وتلعب دورا مهما في مكافحة التلوث ومواجهة التغير المناخي، وتمتص الكربون الموجود في الهواء. وتحمي الساحل من التآكل. كما أن هذه الضاية تعد مكانا للاستجام والتنزه والاسترخاء وممارسة الرياضة، وتعد مكانا تعليميا مهما يقصده التلاميذ والطلاب لدراسة التنوع البيولوجي.
تتعرض هذه الضاية لعدد من التهديدات خصوصا مع التوسع العمراني الكبير الذي عرفته منطقة دار بوعزة ورغبة مجموعة من المستثمرين العقاريين في تحويلها لمشاريع سكنية. ما دفع مجموعة من الجمعيات والفاعلين السياسيين على توقيع عدد من العرائض وتقديم تساؤلات وشكايات من أجل حماية آخر منطقة رطبة في مجال الدار البيضاء. كما أن المحاكم المغربية أصدرت قرارات لصالح حماية الضاية والحفاظ عليها.

### جاك بيتش

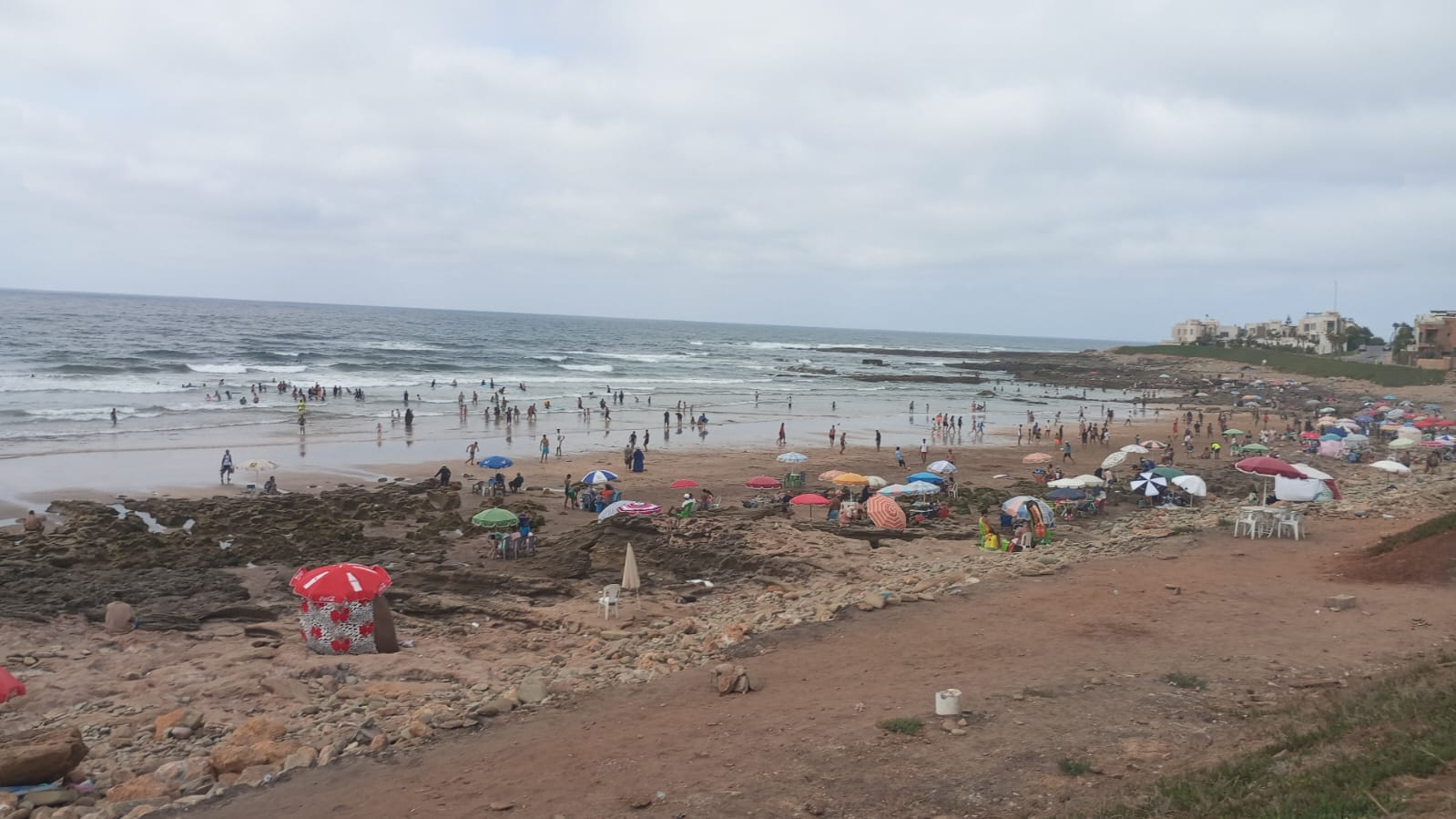
شاطئ جاك بيتش

جاك بيتش شاطئ ينتمي لمنطقة طماريس، وهو من أقدم الشواطئ المجهزة في الدار البيضاء. تعود ملكيته لجاك جاكيير في أربعينيات القرن الماضي، وتم تجهيزه بمسابح ومراكز رياضية ومتاجر. عرف هذا المركز الشاطئي إقبالا كبيرا من طرف المصطافين من جنسيات مختلفة. واستمرارا لهذا النشاط تم افتتاح أول فندق في المنطقة وجهز بأول هاتف. عند الاستقلال تم التضييق على جاك وعائلته بوصفهم مستعمرين وتقسيم أراضيهم وممتلكاتهم مما دفعهم لمغادرة المغرب.

### شاطئ واد مرزڭ

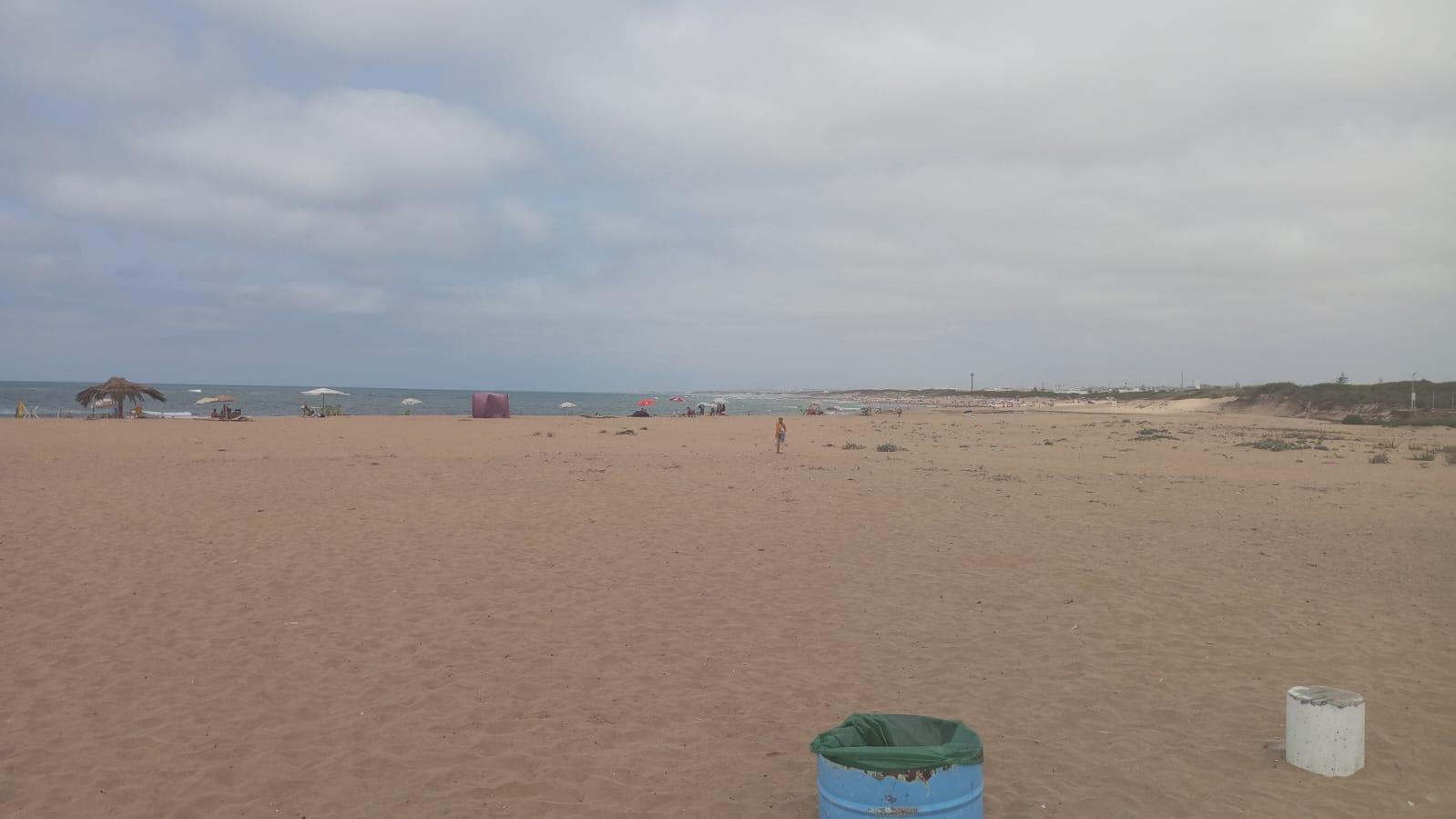
شاطئ واد مرزڭ

شاطئ واد مرزڭ من الشواطئ المتواجدة في جماعة دار بوعزة خلف غابة واد مرزڭ، يتميز بكونه شاطئا رمليا مناسبا  للسباحة والرياضيات المائية والشاطئية. كما يتوفر على العديد من الخدمات مثل المقاهي والمطاعم والأماكن المخصصة لألعاب 

### مريسة دار بوعزة

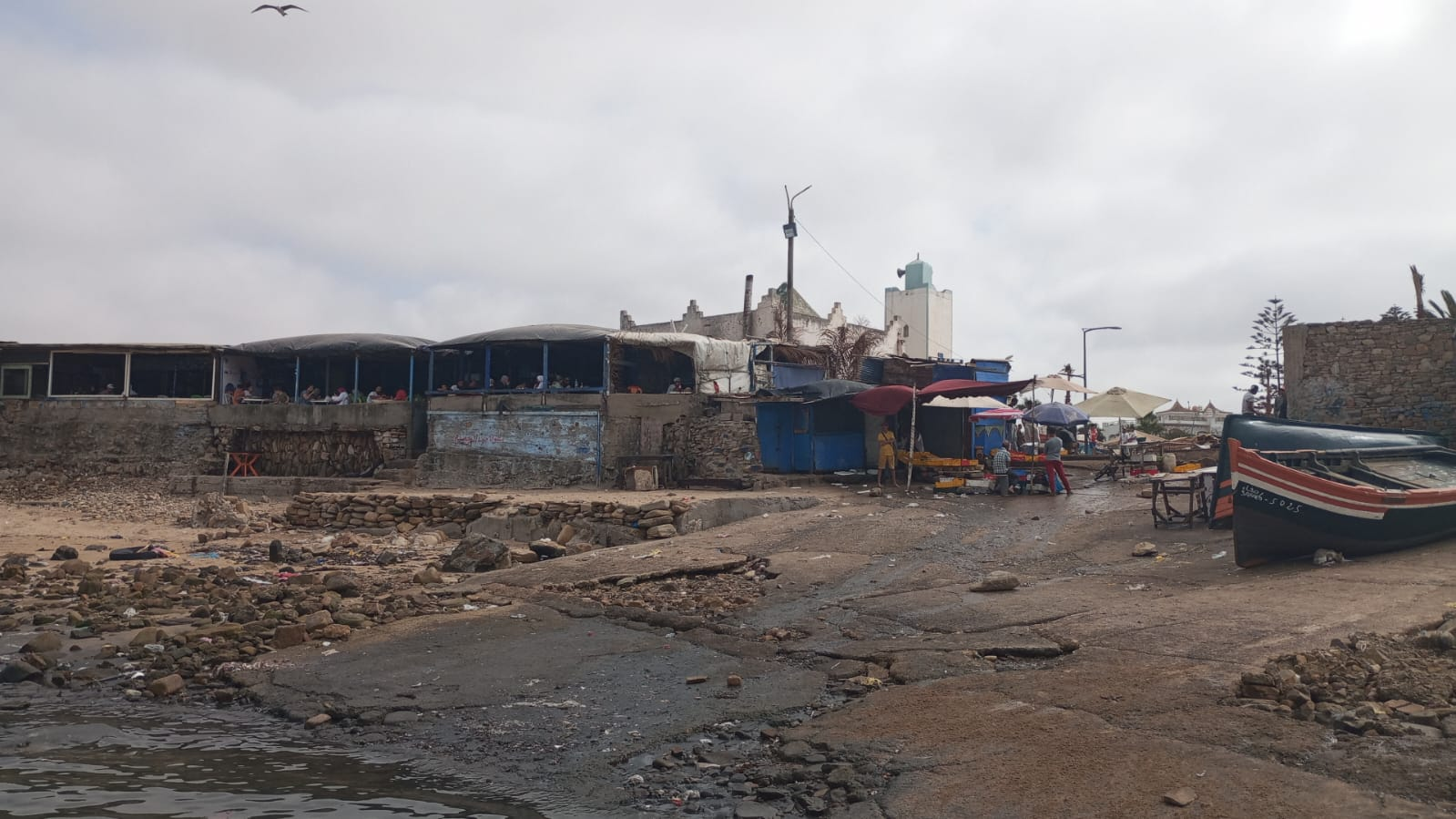
مريسة دار بوعزة

مريسة دار بوعزة مرفأ صغير لمراكب الصيد التقليدي بجانب ضريح سيدي محمد مول الشط الركراكي، بعتبر هذا المرفأ النشاط الاقتصادي لعدد من سكانة المنطقة، كما يعتبر وجهة سياحية لساكنة الدار البيضاء رغم قدم تجهيزاته وخدماته السياحية.

### قصبة دار بوعزة

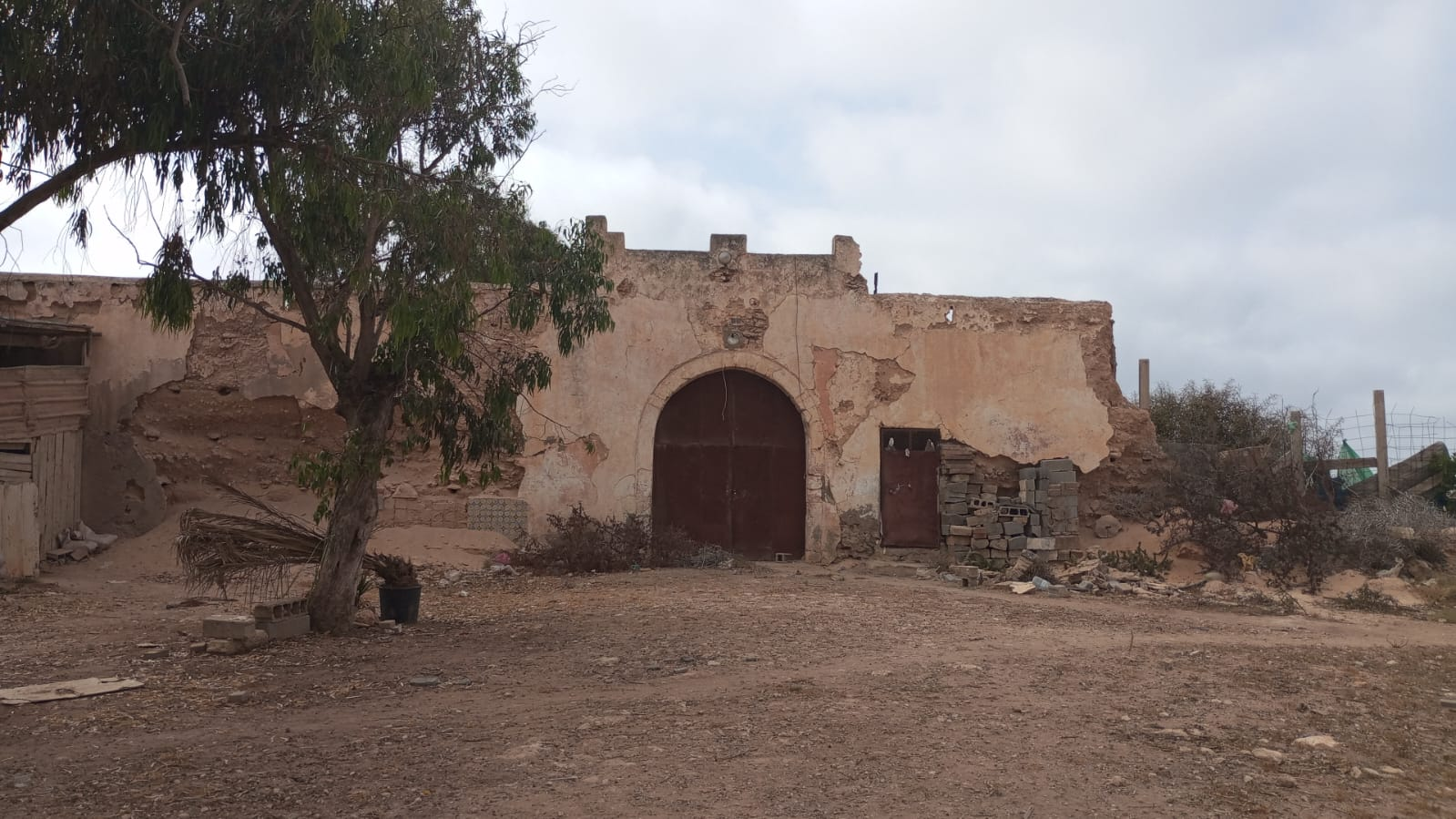
قصبة دار بوعزة

قصبة دار بوعزة حسب مجموعة من الروايات بناها بوعزة الريڭط واحد من أعيان المنطقة، وبعد وفاته أهدى المولى عبد العزيز هذه القصبة لغابرييل ڤير الصيدلاني الفرنسي والمصور الشهير الذي قام بتصوير أولى صور السلطان المغربي عبد العزيز، وأدخل مجموعة من الوسائل التكنولوجية الحديثة للمغرب مثل أول سيارة فورد، وأول محطة إذاعية. بعد ذلك انتقلت ملكية هذه القصبة لابنته التي ستغادر المغرب بعد حصوله على الاستقلال. عرفت هذه المعلمة التاريخية تهميشا بعد ذلك.

## السياحة
تعتبر شواطئ دار بوعزة من المراكز المعروفة برياضة ركوب الأمواج، بفضل الشواطئ الرملية والمواقع الصخرية والظروف المناخية المتباينة التي توفر ظروفا جيدة لراكبي الأمواج طيلة السنة لممارسة هواياتهم، كما تعتبر شواطئ الجماعة مكان مناسب للتنزه والاستجمام وممارسة الصيد، كما تتوفر الجماعة على مجموعة من لنوادي الشاطئية مثل نوادي ركوب الجيت سكي وركوب الدراجات الرباعية.. والمطاعم، والمقاهي، والمسابح، والمراكز الترفيهية.

## معرض الصور

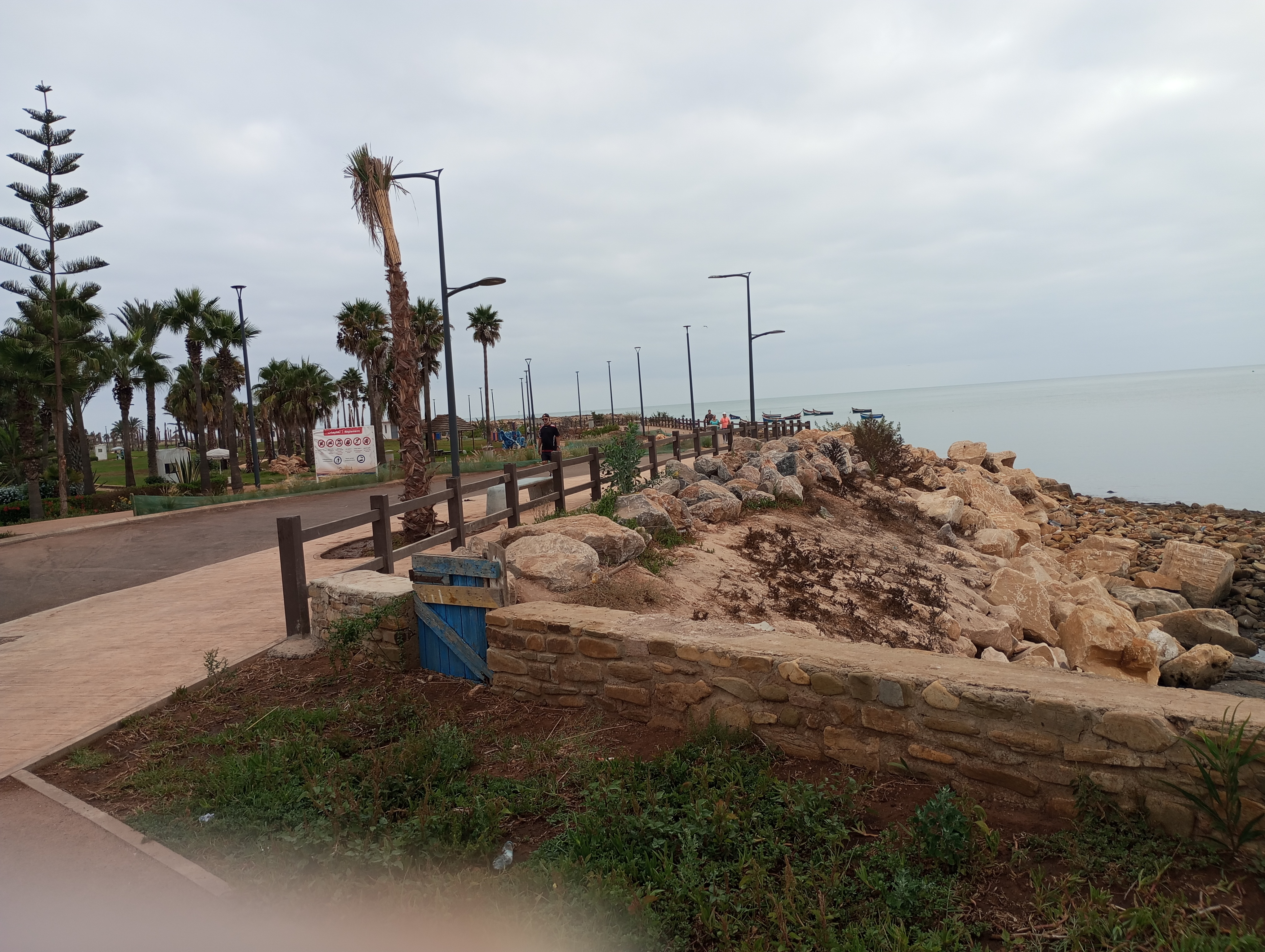
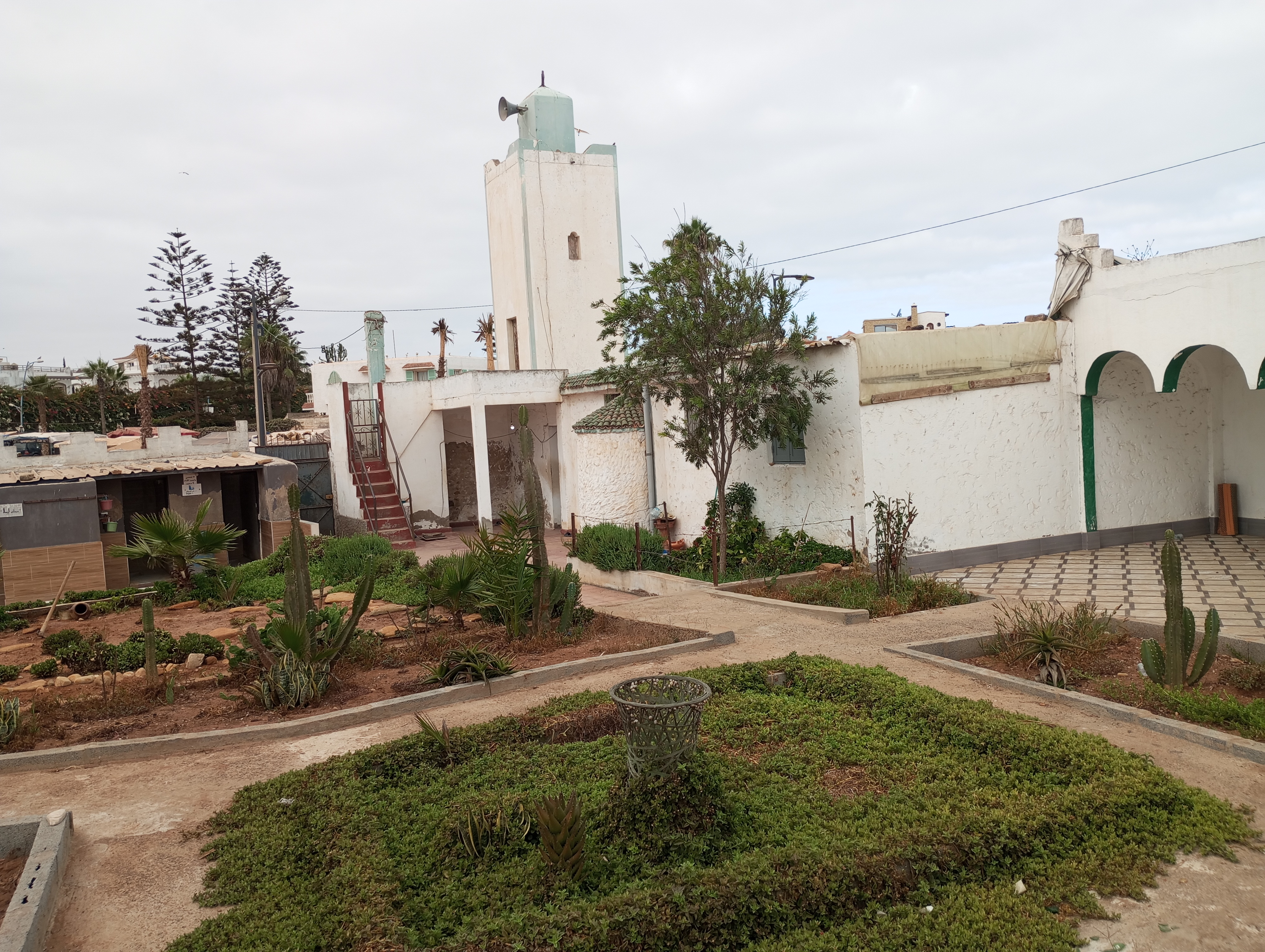
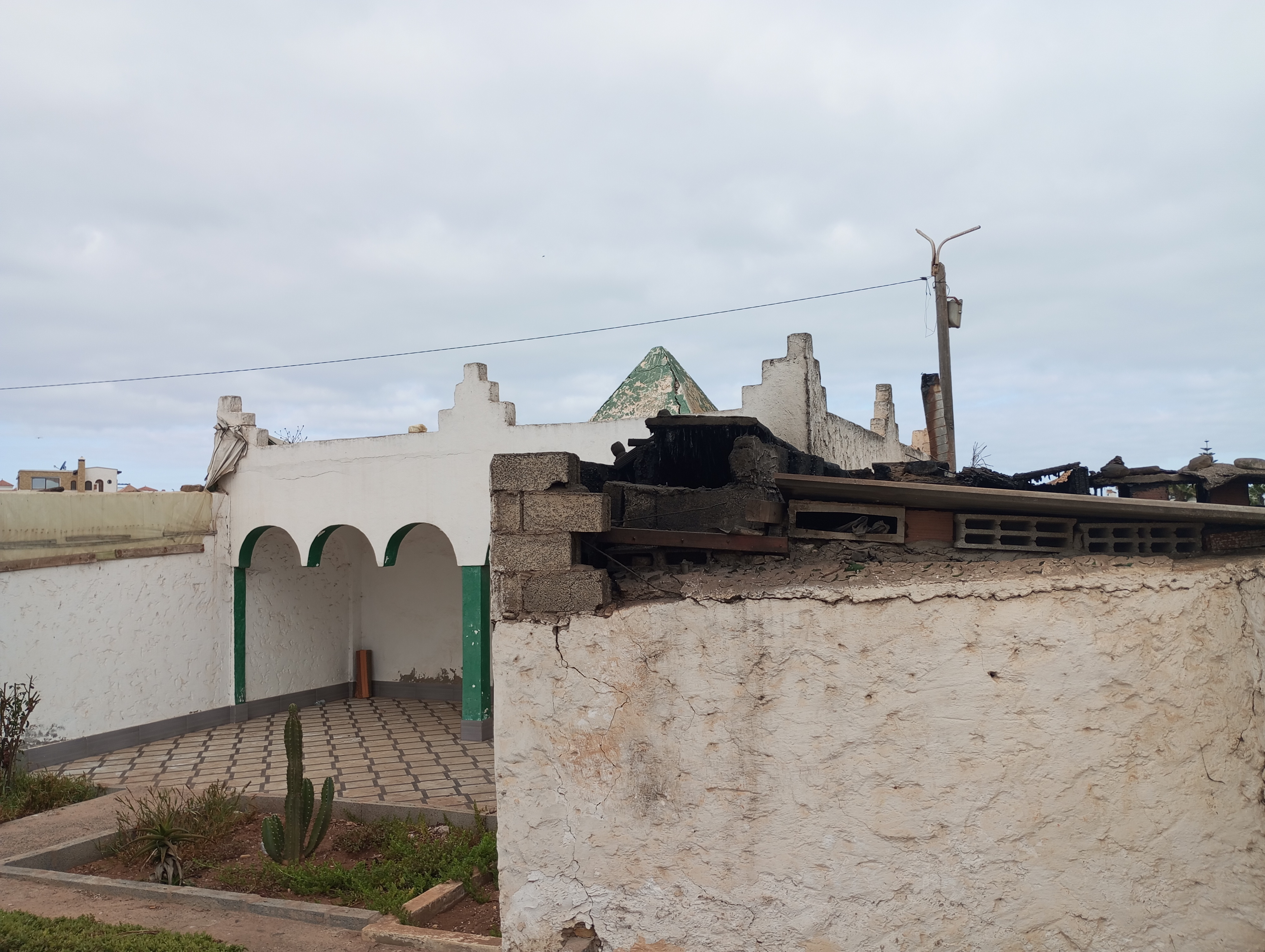
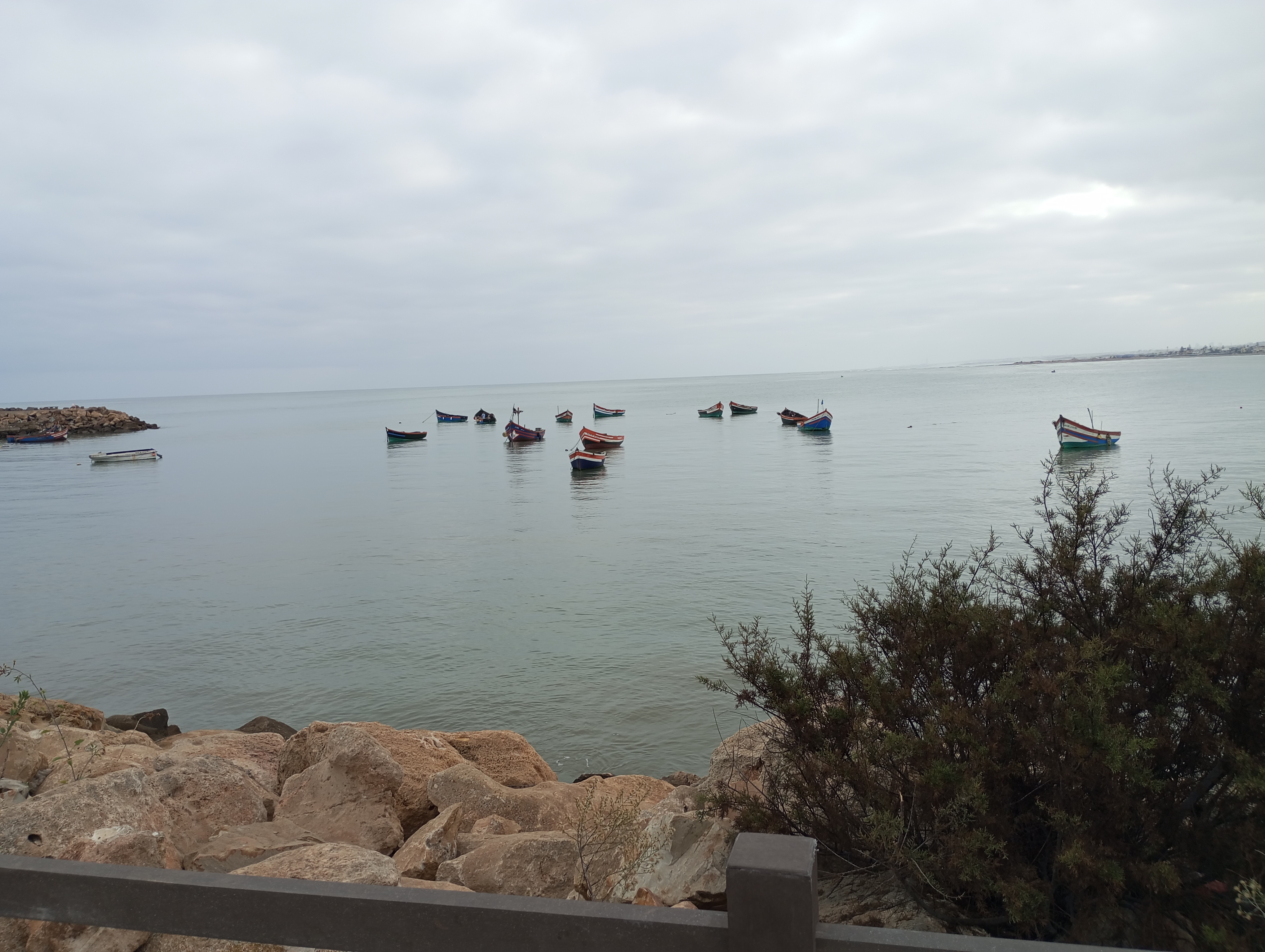
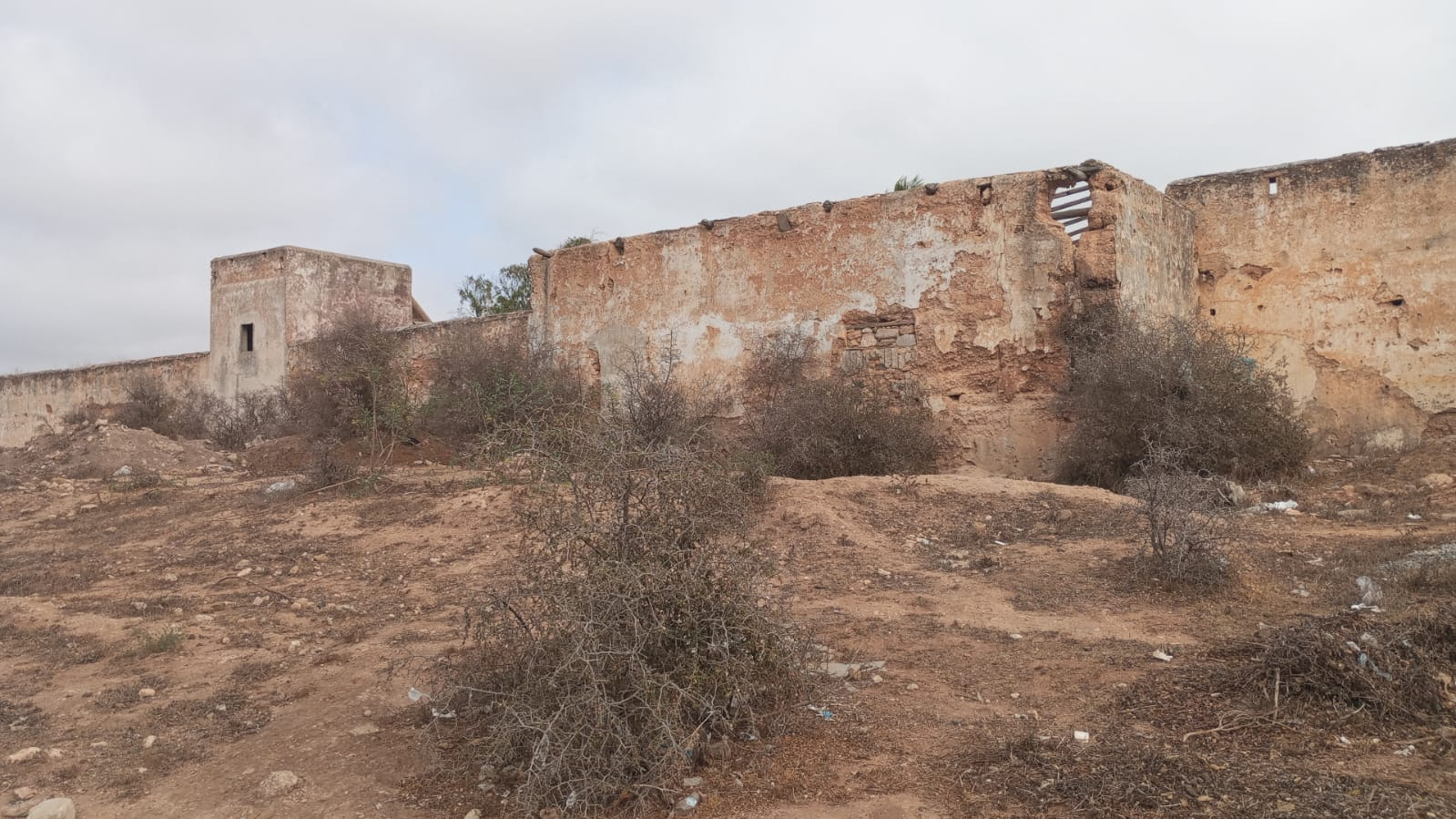
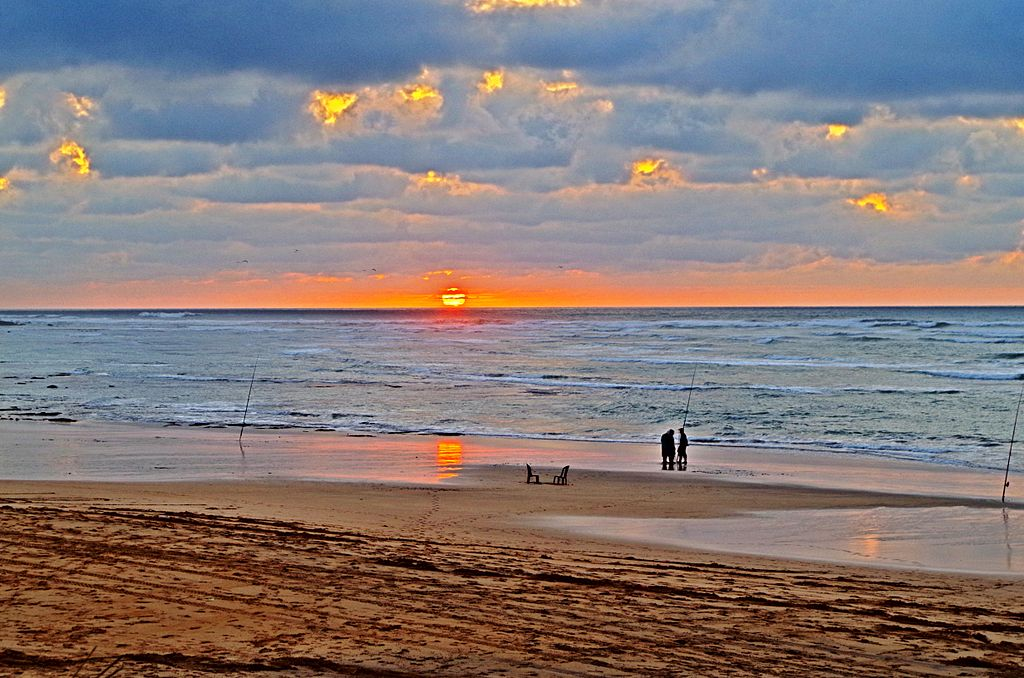
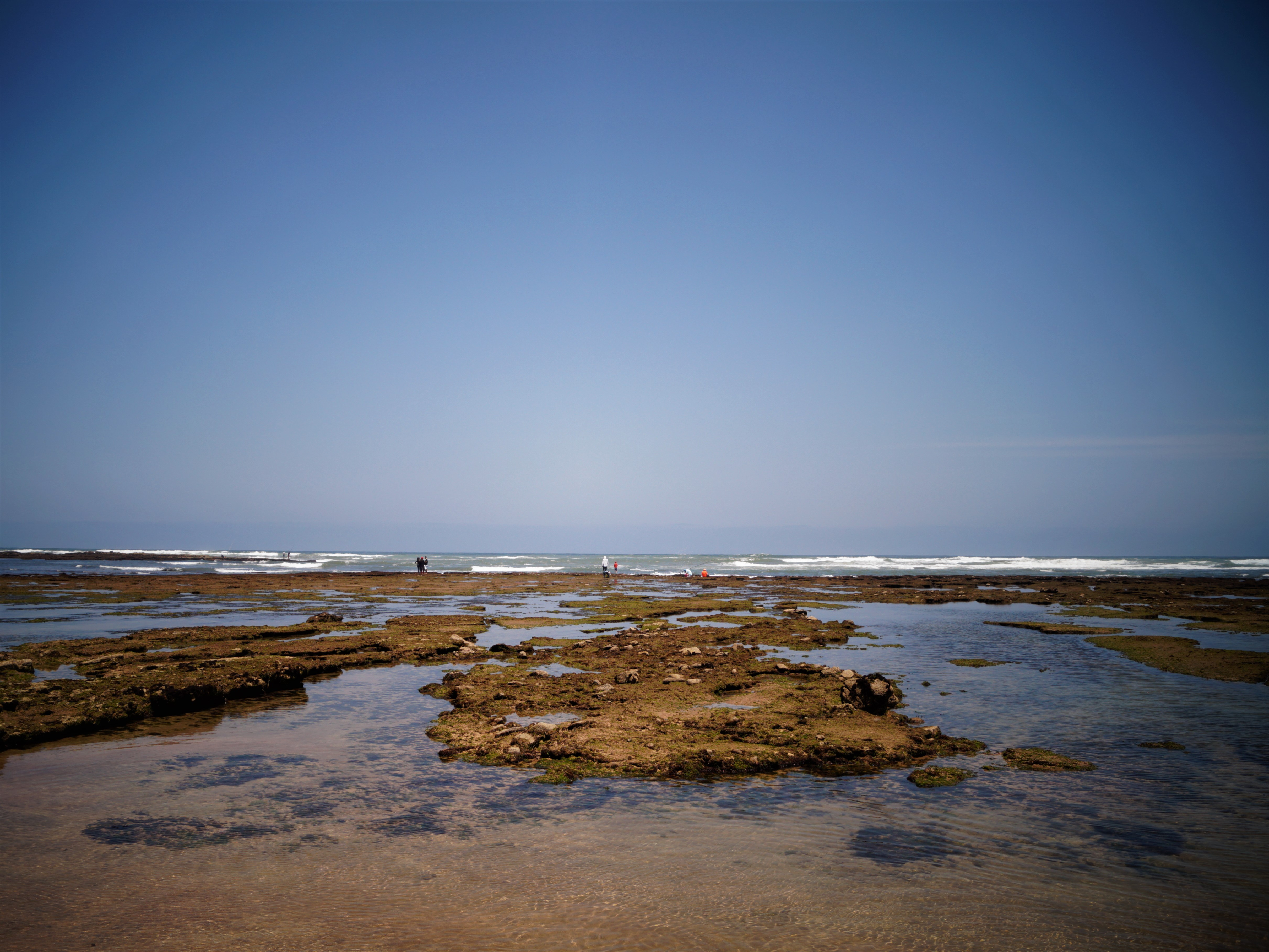
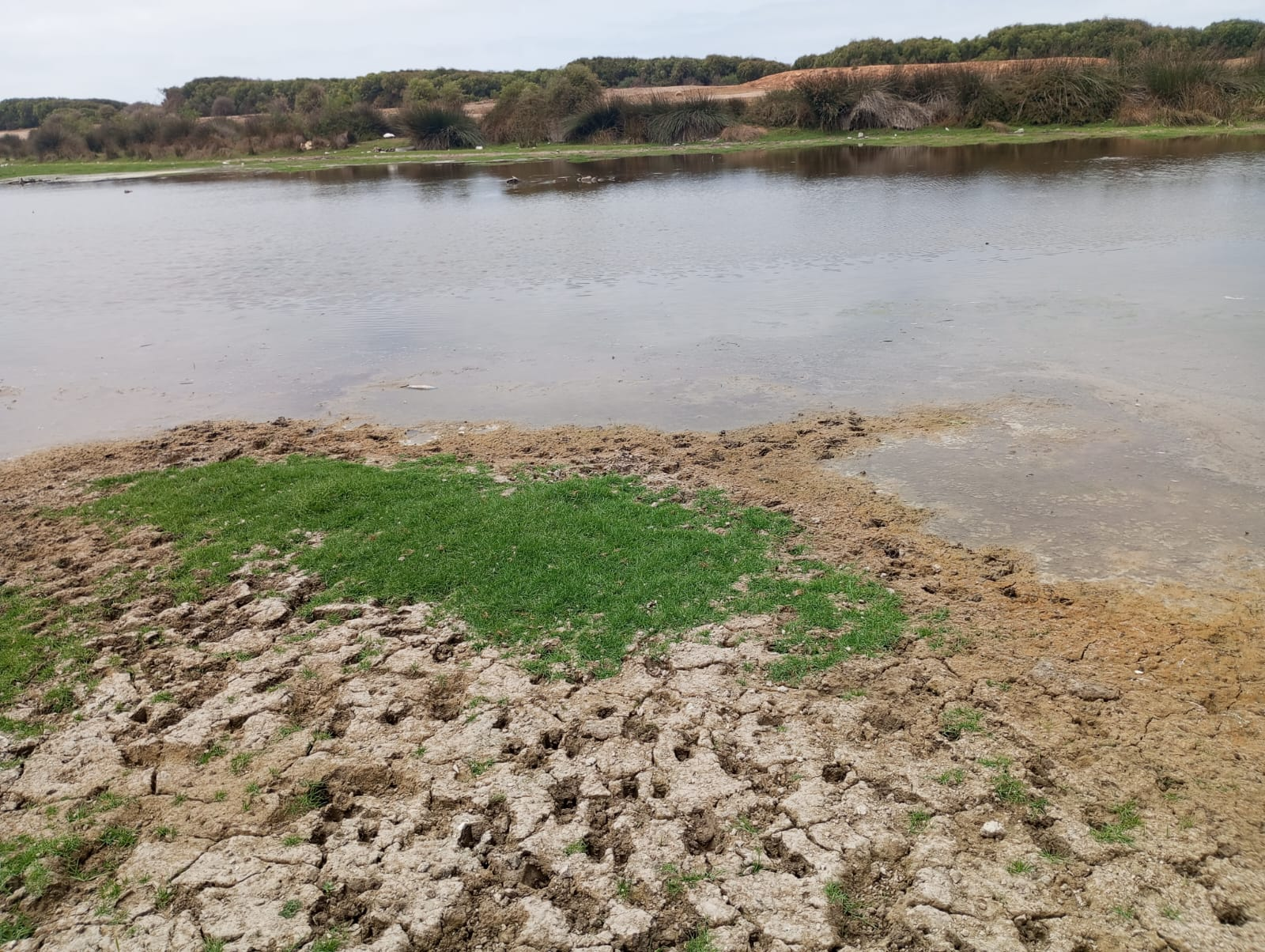
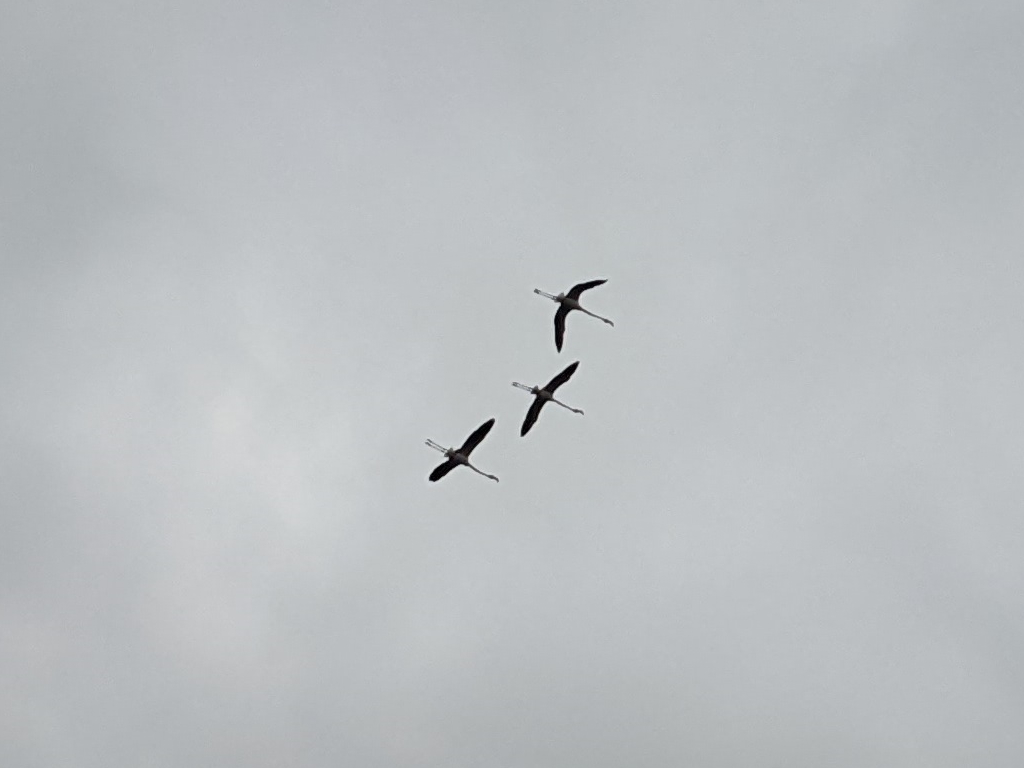
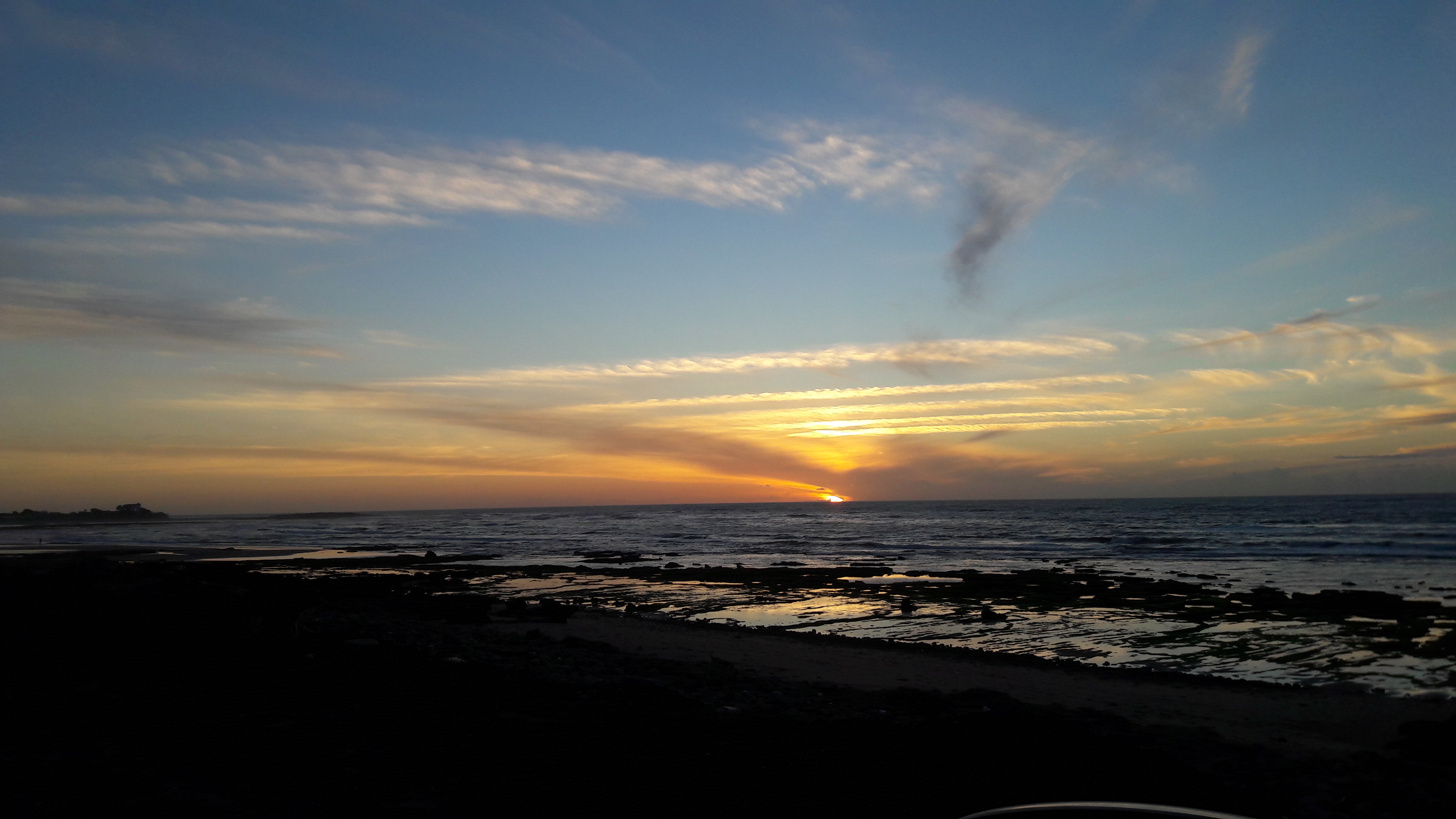